# Gerhard Seifert (Mediziner)
Gerhard Seifert (* 9. September 1921 in Leipzig; † 17. April 2014 in Hamburg) war ein deutscher Pathologe und Hochschullehrer an der Universität Hamburg.

## Leben
Seifert besuchte ein Gymnasium in Leipzig (Abitur 1940) und studierte an der Universität Leipzig Medizin. 1947 wurde er zum Dr. med. promoviert. Er war dann in der Abteilung Pathologie und habilitierte sich 1955. Er übersiedelte drei Jahre später nach Westdeutschland und ging an die Westfälischen Wilhelms-Universität Münster. Er wurde 1961 außerordentlicher Professor und 1965 ordentlicher Professor für Pathologie am Universitätskrankenhaus Eppendorf der Universität Hamburg. Sein Schwerpunkt lag bei chirurgischer Pathologie und den Bereichen Mund, Speicheldrüsen, Pankreas, endokrine Pathologie, Osteopathologie sowie Diabetes, Kinder- und Immunpathologie und Kalziumstoffwechsel. 
Er war einer der Gründungsmitglieder der Arbeitsgruppe Kopf und Nacken der Europäischen Gesellschaft für Pathologie. Die unter seiner Leitung erstellte Klassifikation der Tumore der Speicheldrüse der WHO erschien 1991. 1981 wurde er in der Sektion Pathologie und Rechtsmedizin zum Mitglied der Deutschen Akademie der Naturforscher Leopoldina gewählt. Er erhielt die Rudolf-Virchow-Medaille der Deutschen Gesellschaft für Pathologie und war Ehrenmitglied der Deutschen und Europäischen Gesellschaft für Pathologie. 1985/86 war er Präsident der Deutschen Gesellschaft für Pathologie und 1985 bis 1987 der Europäischen Gesellschaft für Pathologie. Außerdem war er Präsident der Joachim-Jungius-Gesellschaft der Wissenschaften. Er war einer der Herausgeber der Reihe Spezielle und pathologische Anatomie im Springer-Verlag und 1986 bis 1994 Herausgeber von Virchows Archiv A.
Gerhard Seifert war Mitglied der NSDAP. Nach 1945 bemühte er sich, diese Mitgliedschaft zu verbergen.
Er war verheiratet und hatte zwei Söhne. 